# Gurghiu (gmina)
Gurghiu – gmina w Rumunii, w okręgu Marusza. Obejmuje miejscowości Adrian, Cașva, Comori, Fundoaia, Glăjărie, Gurghiu, Larga, Orșova, Orșova-Pădure i Păuloaia. W 2011 roku liczyła 6091 mieszkańców.